# KLM-Flug 592
Am 22. März 1952 verunglückte eine Douglas DC-6 aus ungeklärter Ursache auf dem KLM-Flug 592 nahe dem Flughafen Frankfurt.

## Flugverlauf
Die 1948 gebaute Douglas DC-6 der KLM mit dem Namen Koningin Juliana befand sich auf einem Linienflug von Johannesburg nach Amsterdam mit planmäßigen Zwischenstopps in Brazzaville, Rom und Frankfurt am Main. Um 06:38 Uhr startete die Maschine vom Flughafen Rom-Ciampino zum Weiterflug nach Frankfurt.
Gegen 10:45 Uhr meldeten die Piloten dem Fluglotsen, dass sie das Funkfeuer Staden in 4.000 Fuß (rund 1.200 Meter) Höhe passiert hätten. Die Piloten sollten sich daraufhin beim Überflug des Funkfeuers Offenbach erneut melden, was aber nicht geschah. Augenzeugen sahen das Flugzeug nördlich von Neu Isenburg in einer Höhe von nur etwa 60 Metern. Gegen 10:50 Uhr traf die Douglas DC-6 einige Bäume und zog eine 300 Meter lange Schneise durch den Wald, bevor sie zum Stehen kam. Vier schwerverletzte Personen konnten gerettet werden, bevor das Flugzeug explodierte. Von den vier Überlebenden starben zwei später im Krankenhaus. Die Unfallursache konnte nicht ermittelt werden. Es handelte sich um den schwersten Flugunfall auf deutschem Boden bis zur Flugzeugkollision bei Edelweiler mit 66 Toten.